# Alpina carpathica
Alpina carpathica är en fjärilsart som beskrevs av Leo Schwingenschuss 1915. Alpina carpathica ingår i släktet Alpina och familjen mätare. Inga underarter finns listade i Catalogue of Life.